# Euchaetes
Euchaetes is een geslacht van vlinders van de familie spinneruilen (Erebidae), uit de onderfamilie Arctiinae.

## Soorten
- E. albaticosta Dyar, 1912
- E. albicosta Walker, 1855
- E. antica Walker, 1856
- E. bicolor Rothschild, 1935
- E. bolteri Stretch, 1885
- E. castalla Barnes & McDunnough, 1910
- E. cressida Dyar, 1913
- E. egle Drury, 1773
- E. elegans Stretch, 1874
- E. expressa Edwards, 1884
- E. fusca Rothschild, 1910
- E. gigantea Barnes & McDunnough, 1910
- E. mitis Schaus, 1910
- E. pannycha Dyar, 1919
- E. perlevis Grote, 1882
- E. polingi Cassino, 1928
- E. promathides Druce, 1894
- E. psara Dyar, 1907
- E. rizoma Schaus, 1896
- E. scepsiformis Graef, 1887
- E. zella Dyar, 1902